# Дзінцу (крейсер)

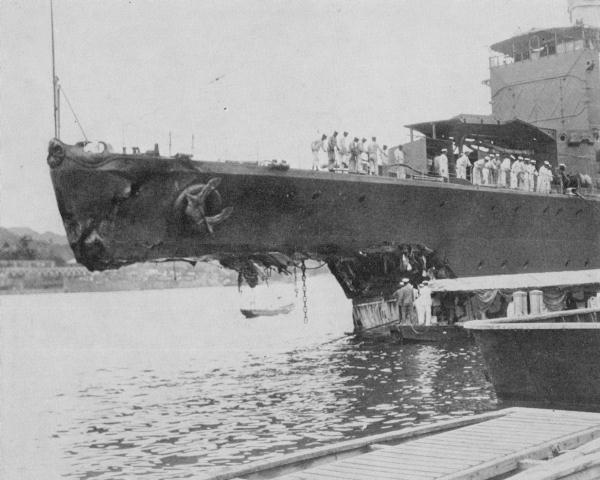
Крейсер «Дзінцу» у 1927 році після зіткнення

Дзінцу (Jintsu, яп. 神通) — легкий крейсер Імперського флоту Японії, який взяв участь у Другій світовій війні.
Корабель, який належав до крейсерів типу «Сендай», спорудили у 1925 році на верфі компанії Kawasaki в Кобе.
24 серпня 1927 року під час нічних навчань неподалік від маяка Jizo Zaki (Міхоносекі), на вході до порту Йонагі (обернене до Японського моря узбережжя острова Хоншу), Дзінцу протаранив есмінець «Варабі». Крейсер втратив значну секцію носової частини та був приведений на буксирі до Майдзуру, а от есмінець затонув, загинуло 92 члени екіпажу.
Відомо, що 20—21 серпня 1937-го на тлі початку Другої японо-китайської війни, Дзінцу разом з великою групою важких крейсерів та есмінців вирушив до узбережжя Центрального Китаю, де з 13 серпня почались бої в Шанхаї. Загін доправив сюди військовослужбовців і 22 серпня відбулась висадка японського десанту за кілька десятків кілометрів на схід від Шанхаю, що зменшило тиск китайських військ на значно менш численний гарнізон, який японці утримували у певній зоні міста після конфлікту 1932 року («Інцидент 28 січня»).
Станом на 1941 рік Дзінцу був флагманом 2-ї ескадри ескадрених міноносців та разом із двома з чотирьох її дивізій (8 есмінців) прибув на початку грудня з Японії до Палау (важлива база на заході Каролінських островів). 6 грудня крейсер та 4 есмінці вийшли звідси для прикриття загону легкого авіаносця «Рюдзьо», який в день нападу на Перл-Гарбор здійснив рейд на Давао (південне узбережжя філіппінського острова Мінданао).
10—11 грудня 1941-го Дзінцу разом із двома есмінцями прикривав мінний загороджувач «Яеяма», який здійснив постановку мін у протоці Сурігао (веде зі внутрішніх морів Філіппін до Філіппінського моря між островами Лейте та Мінданао). Потім вони приєднались до супроводу конвою, що мав висадити десант на південно-східному завершенні острова Лусон у Легаспі (японське командування запланувало кілька допоміжних десантів на Філіппінах, які передували вторгненню головних сил до затоки Лінгаєн на заході Лусону). Десантування відбулось 12 грудня, а 14 числа крейсер повернувся на Палау.
17 грудня 1941-го Дзінцу та 6 есмінців вирушили з Палау для супроводу загону, який мав захопити Давао. Висадка відбулась 20 грудня та не зустріла серйозного спротиву.
23 грудня 1941-го Дзінцу з 4 есмінцями рушив з Давао для прикриття десанту на острів Голо у філіппінському архіпелазі Сулу (тут планували створити базу для подальшого просування у нафтовидобувні регіони на сході острова Борнео). Висадка розпочалась наприкінці 24 грудня та вже вранці наступного дня Голо опинився в руках японців. 29 грудня Дзінцу повернувся до Давао.
9 січня 1942-го Дзінцу, ще один легкий крейсер «Нагара» та 8 есмінців вирушили з Давао на південь для прикриття десантної операції в районі Менадо на північно-східному півострові острова Целебес (Сулавесі), висадкова частина якої відбулася в ніч проти 11 січня. 17 січня під час розвідувального польоту в районі Менадо був втрачений гідролітак з Дзінцу.
18 січня 1942-го крейсер прибув в район Давао, а 26—27 числа повернувся в район Менадо до якірної стоянки Бангка (можливо відзначити, що у цьому проміжку есмінці його ескадри встигли взяти участь у захопленні Кендарі на південно-східному півострові Целебесу). 29 січня 1942-го Дзінцу та 12 есмінців 2-ї ескадри (на той час до Давао прибула третя дивізія з її складу) рушили зі стоянки Бангка для прикриття сил висадки на острів Амбон, десантування на який почалось у ніч проти 31 січня. Цього разу бої з союзними силами затягнулись на кілька діб і лише 3 лютого острів узяли під повний контроль. 8—9 лютого Дзінцу здійснив рейс з Амбону до Кендарі та назад.
16—17 лютого 1942-го з Амбону вийшли два транспортні загони, які мали здійснити висадку в нідерландській та португальській частинах острова Тимор. Їх супроводжували Дзінцу та 9 есмінців (в тому числі 7 із 2-ї ескадри). Висадка на Тиморі відбулася в ніч проти 20 лютого, а на світанку того ж дня неподалік від Ділі (центр східної, португальської частини Тимору) американський підводний човен «Пікрел» спробував вийти в атаку на Дзінцу, який скинув швидкість для підйому з води свого розвідувального гідролітака. У підсумку субмарина так і не змогла зайняти позицію для залпу, а потім сама була атакована глибинними бомбами зі сторони Дзінцу та есмінця, втім, безрезультатно.
Відтак Дзінцу дістався Купангу (центр західної частини Тимору), а 24—25 лютого 1942-го пройшов звідси до Макассару на південно-західному півострові Целебеса. Невдовзі він рушив далі та зустрівся з великим конвоєм транспортних суден, які перевозили сили вторгнення на схід острова Яви. З урахуванням інших загонів прикриття транспортів забезпечували 2 важкі та 2 легкі крейсери і 16 есмінців. 27 лютого відбулась битва у Яванському морі. Дзінцу провадив розвідку за допомогою свого гідролітака, а далі взяв участь у третій масованій торпедній атаці. Як і під час перших двох, які провели легкий крейсер «Нака» з есмінцями своєї ескадри, жодна з кількох десятків торпед не влучила в ціль (а от важкий крейсер «Хагуро» використовував свою торпедну зброю значно ефективніше та зміг під час битви уразити два ворожі кораблі). Розгром союзників у битві дозволив японцям 1 березня здійснити висадку на сході Яви біля Крагану.
2 березня 1942-го в районі острова Бавеан (у центральній частині Яванського моря за півтори сотні кілометрів на північ від Сурабаї) американський підводний човен S-38 атакував два кораблі, класифіковані як легкий крейсер та есмінець. Ймовірно, саме Дзінцу став ціллю для чотириторпедного залпу S-38, який, втім, виявився безуспішним.
Ще до завершення яванської операції Дзінцу рушив на північ. З 4 по 12 березня крейсер перебував на Таракані (центр нафтовидобувної промисловості біля північно-східного узбережжя Борнео), потім провів кілька діб у Макассарі, а 15—23 березня здійснив перехід до Куре, де став на короткостроковий доковий ремонт. 18 квітня на Японію здійснили перший за війну авіаналіт, відомий як рейд Дуліттла. 19 числа Дзінцу разом з іншими кораблями японського флоту вийшов у спробі віднайти вороже з'єднання, проте ці дії залишились без результату і 23 квітня крейсер повернувся до Куре.
21—25 травня 1942-го в межах підготовки операції проти атола Мідвей Дзінцу разом з 11 есмінцями своєї ескадри пройшов з Куре на острів Сайпан (Маріанські острови). 28 травня вони вийшли з Сайпану, супроводжуючи транспорти з військами. Катастрофічна поразка авіаносного з'єднання в битві 4—5 червня під Мідвеєм призвела до скасування операції, після чого 13 червня Дзінцу разом з есмінцями із двох дивізій прибув на Гуам (втім, існують дані, що спершу 13 червня транспортний загін прибув на атол Трук у центральній частині Каролінських островів і лише 15—16 червня пройшов до Маріанських островів на Гуам). 21 червня Дзінцу прибув у Японію.
7 серпня 1942-го союзники висадились на сході Соломонових островів, що започаткувало шестимісячну битву за Гуадалканал та змусило японське командування спрямовувати в регіон підкріплення та матеріальні запаси. Як наслідок, 11—15 серпня Дзінцу пройшов з Йокосуки на Трук разом з есмінцем «Кагеро» (останній залишився єдиним боєздатним у своїй дивізії і тепер був призначений для поповнення ескадри «Дзінцу»). Вже 16 серпня Дзінцу вийшов з Труку, становлячи разом з двома патрульними кораблями безпосередню охорону другого ешелону конвою, що мав доправити значні підкріплення на Гуадалканал. Усього ж до участі в цій операції залучили великі сили флоту — 2 важкі та 1 легкий авіаносець, 3 лінкори, 13 важких крейсерів, не рахуючи численних більш легких кораблів. Американці вжили контрзаходів і 24 серпня через велику битву авіаносних з'єднань біля східних Соломонових островів рух другого та третього ешелонів конвою призупинився (перший ешелон зі швидкохідних есмінців уже кілька діб як розвантажився на Гуадалканалі і доправлені ним бійці вже загинули в бою біля річки Тенару).
25 серпня 1942-го конвой рушив далі. Відповідно до японських очікувань, авіаносна авіація не атакувала його, проте удари літаків з Гуадалканалу та Еспіриту-Санто призвели до загибелі та пошкодження кількох кораблів. Зокрема, 454-кг бомба влучила в носову частину Дзінцу та викликала пожежу, що змусило затопити передній погріб боєзапасу. Ці нальоти примусили скасувати операцію і завернути вцілілі кораблі конвою на захід, до Рабаула (головна передова база японців у архіпелазі Бісмарка, з якої провадились операції на Соломонових островах та сході Нової Гвінеї) та якірної стоянки Шортленд (прикрита групою невеликих островів Шортленд акваторія біля південного завершення острова Бугенвіль, де зазвичай відстоювались бойові кораблі та перевалювались вантажі для подальшої відправки далі на схід Соломонових островів). Користуючись своєю швидкістю, Дзінцу вже у ніч проти 26 серпня прибув на Шортленд, а потім у супроводі есмінця «Судзукадзе» здійснив перехід на Трук, якого дістався 25 серпня.
Більш як місяць Дзінцу проходив аварійне відновлення за допомогою ремонтного судна «Акасі», а 2—8 жовтня 1942-го здійснив перехід з Труку до Куре для повноцінного відновлення. Воно тривало до 9 січня 1943-го та включало підсилення протиповітряної оборони встановленням двох строєних установок 25-мм зенітних автоматів. 18—24 січня Дзінцу пройшов назад на Трук.
З 31 січня по 9 лютого 1943-го Дзінцу входив до складу сил, що патрулювали північніше від Соломонових островів у межах операції з евакуації японських військ з Гуадалканала (безпосередньо вивозили гарнізон острова два десятки есмінців). У наступні кілька місяців інтенсивність боїв у архіпелазі істотно спала, хоча підсилення та постачання гарнізонів на островах Нью-Джорджія (центральна частина Соломонових островів) час від часу супроводжувались втратами (так, 8 травня одразу три есмінці 2-ї ескадри загинули біля острова Коломбангара).

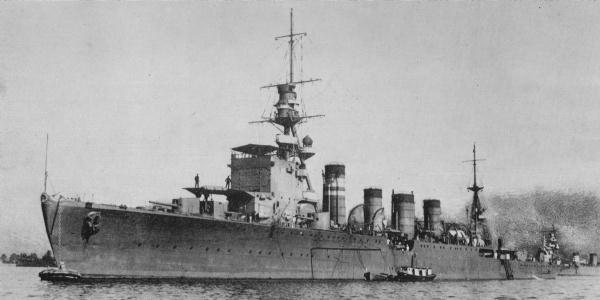
Крейсер «Дзінцу» у 1925 році

14 червня 1943-го Дзінцу вийшов з Труку до Маршаллових островів для доставки туди наземного персоналу авіації, 16—17 числа розвантажився на атолі Кваджелейн, а 19 червня повернувся на Трук.
30 червня 1943-го американські війська висадились на островах Нью-Джорджія, що започаткувало тримісячну битву за цей архіпелаг у центральній частині Соломонових островів. 8—10 липня Дзінцу разом з одним есмінцем своєї ескадри пройшов з Труку до Рабаула. 12 липня крейсер вийшов із Рабаула разом з 5 есмінцями, маючи завдання супроводжувати 4 есмінці транспортної групи, які рушили з Шортленду для доставки підкріплень на Коломбангару. В ніч проти 13 липня японські кораблі зустрілись із загоном союзників, що призвело до бою, відомого як битва при Коломбангарі. Супротивники дали торпедні залпи, після чого Дзінцу включив прожектор і відкрив артилерійський вогонь. Сили союзників за відомою тактикою зосередили вогонь на найбільшому кораблі противника, при цьому вогонь трьох крейсерів коректували за показниками радарів. Всього по «Дзінцу» випустили 2630 155-мм та 353 127-мм снаряди, японський корабель втратив здатність до кермування, а потім і хід. Через 35 хвилин після початку обстрілу Дзінцу був уражений торпедою, яку по ньому випустили американські кораблі, що переслідували супротивника. На крейсері стався потужний вибух і за три хвилини він затонув (можливо відзначити, що Дзінцу став єдиною японською втратою в цьому бою, причому завдяки вдалим торпедним атакам есмінців японцям вдалось завдати істотної шкоди союзникам — 1 есмінець потонув, пошкоджені 3 легкі крейсери). Враховуючи обставини загибелі корабля, майже весь екіпаж Дзінцу — 482 особи — загинув, 21 моряка врятував підводний човен I-180, 2 члени екіпажу потрапили у полон.
У 2019 році рештки крейсера, розірваного на дві частини, виявили в районі з глибиною моря 900 метрів.